# 代蒂溪
代蒂溪（英語：Dighty Burn，又稱Dighty Water或Dichty Water）是英國一條長20公里的溪，流經鄧迪北部及東部。

## 流域
代蒂溪的源頭在丹地西北方的開始西德洛山，緊接著伦迪溪（Lundie Burn），然後流經丹地北面的布里奇富特，芬特里，道格拉斯和布勞蒂費里，然後在莫尼菲斯流入泰灣。

## 生態
在代蒂溪流經的特羅蒂克池塘（Trottick Ponds）可以輕易找到大豕草，天鹅，燕，西方狍和鷗。